# Полянчич Михайло Михайлович
Миха́йло Миха́йлович Поля́нчич (*20 квітня 1958 р., с. Плав'я, Сколівський район, Львівська область) — український політик, кандидат економічних наук; член фракції Блоку «Наша Україна — Народна самооборона» (з 11.2007), член Комітету з питань аграрної політики та земельних відносин (з 12.2007); голова Центр. контрольно-ревізійної комісії НСНУ. Після виходу з НУ — член Президії Єдиного Центру.
Народився 20 квітня 1958 р. в с. Плав'я (Сколівський район, Львівська область); українець; мати Анастасія Іванівна (1931) — пенс.; дружина Люся Олексіївна (1968); дочка Наталія (1989) — учениця.

## Освіта
Львівський зооветеринарний інститут (1979–1984), зооінженер; кандидатська дисертація «Приватні форми власності в лісостепах і гірській зоні України» (1991).

## Політична діяльність
- Народний депутат України 6-го скликання з листопада 2007 від блоку «Наша Україна — Народна самооборона», № 35 в списку. На час виборів: тимчасово не працював, член НСНУ.

- Народний депутат України 5-го скликання з квітня 2006по червень 2007 від Блоку «Наша Україна», № 42 в списку. На час виборів: народний депутат України, член НСНУ. Заступник голови Комітету з питань аграрної політики та земельних відносин (з 07.2006), член фракції Блоку «Наша Україна» (з 04.2006). Склав депутатські повноваження 08.06.2007.

- З квітня 2002 по березень 2005 — Народний депутат України 4-го скликання, обраний по виборчому округу № 168 Тернопільська область. Член партії «Реформи і порядок». За 75,01%, 9 суперників. На час виборів: віце-президент українсько-американського ТОВ «Рейлін-Консалтинг», член ПРП. член фракції «Наша Україна» (з 05.2002), член Комітету з питань аграрної політики та земельних відносин (з 06.2002).

- 03.1998 — кандидат в народні депутати України, виборчій округ № 68, Житомирська область. З'явилось 78,2%, за 7,2%, 5 місце з 21 претендентів. На час виборів: заступник голови Державної акціонерної компанії «Хліб України», член АПУ.

## Трудова діяльність
- З 1975 — робітник БУ, трест «Південтрансбуд» міста Харкова.
- 1976–1978 — служба в армії.
- 1978–1979 — робітник БУ тресту «Південтрансбуд» міста Харкова.
- 1979–1984 — студент Львівського зооветеринарного інституту.
- 1984–1986 — бригадир радгоспу «Полонина»; провідний фахівець Сколівського районного агропромислового об'єднання Львівської області.
- 1986–1991 — директор радгоспу «Полонина».
- 1991–1992 — заступник голови, перший заступник голови райвиконкому Сколівської райради народних депутатів.
- 1992–1994 — заступник глави райдержадміністрації — начальник управління сільського господарства і продовольства Сколівської райдержадміністрації.
- 1994–1996 — заступник начальника Головного управління сільського господарства і продовольства Львівської облдержадміністрації.
- З 1996 — начальник управління економіки, фінансового і цінового регулювання, 04.1997-08.1999 — заступник голови ДАК «Хліб України».
- 1999–2001 — заступник генерального директора Національної асоціації «Укрзернопродукт», місто Київ.
- 2001–2002 — віце-президент українсько-американського ТОВ «Рейлін-Консалтинг».

Довірена особа кандидата на пост Президента України Віктора Ющенка в ТВО № 33 (2004–2005).
Орден «За заслуги» III ступеня (04.2008).